# Prunus padus
Prunus padus là một loài thực vật thuộc chi Mận mơ. Đây là loài bản địa Bắc Âu và Bắc Á. 
Nó là một cây nhỏ rụng lá hoặc cây bụi lớn, 8–16 m, mọc ở phía nam của vòng Bắc cực ở Na Uy, Thụy Điển, Phần Lan, Nga và Ukraine. Ngoài ra còn có một số cây trong Vương quốc Anh, Pháp.

## Hình ảnh

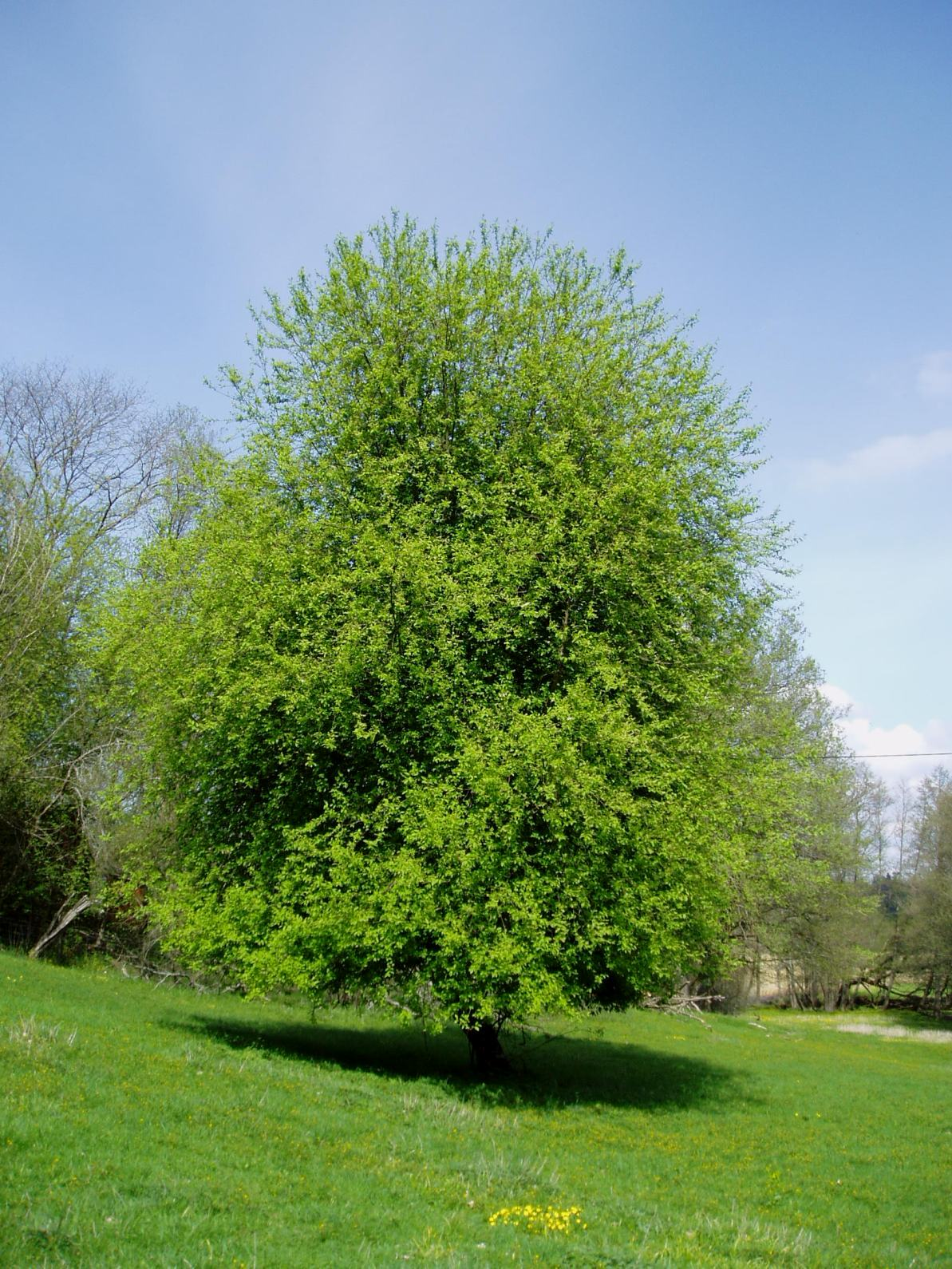
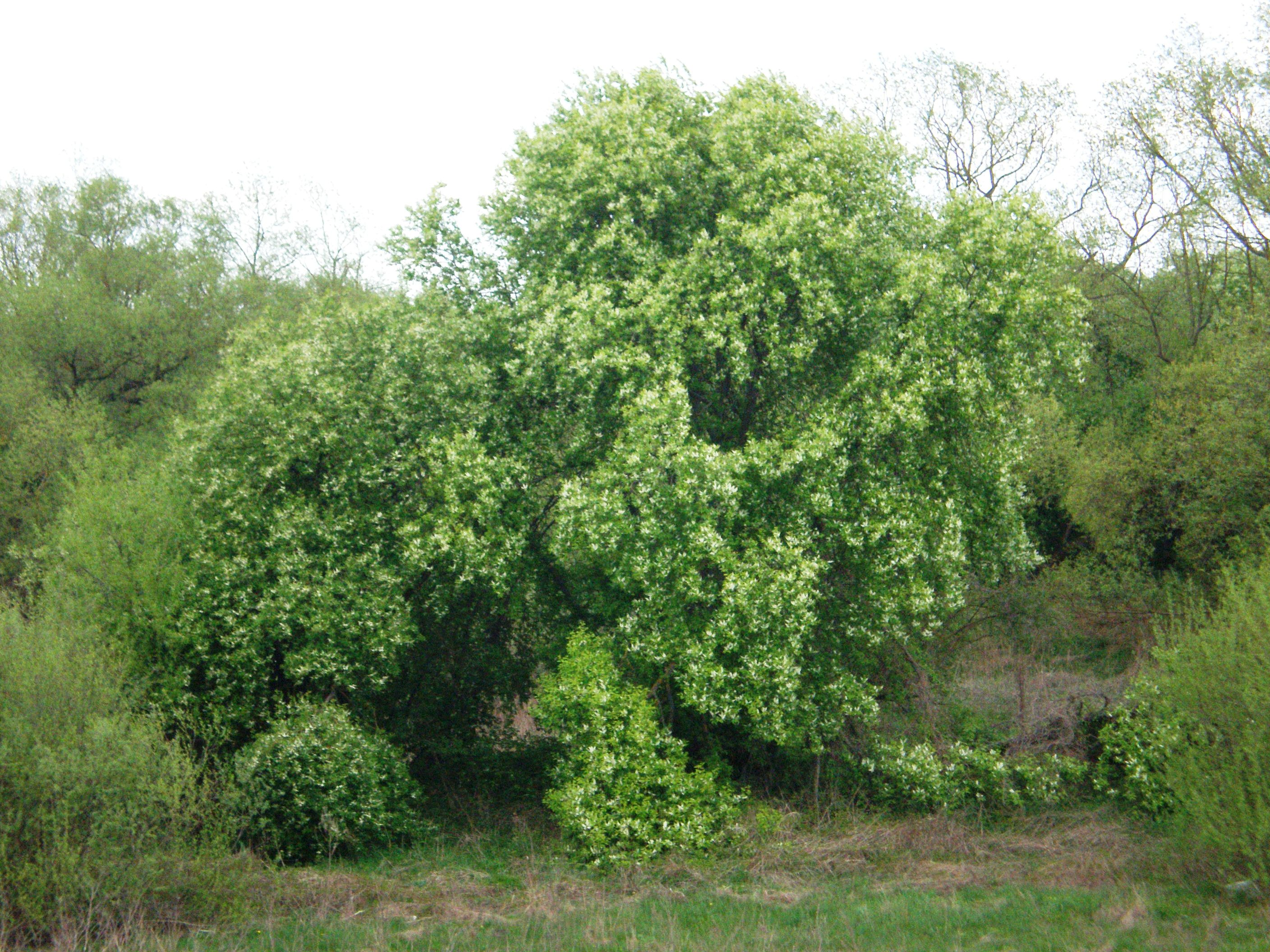
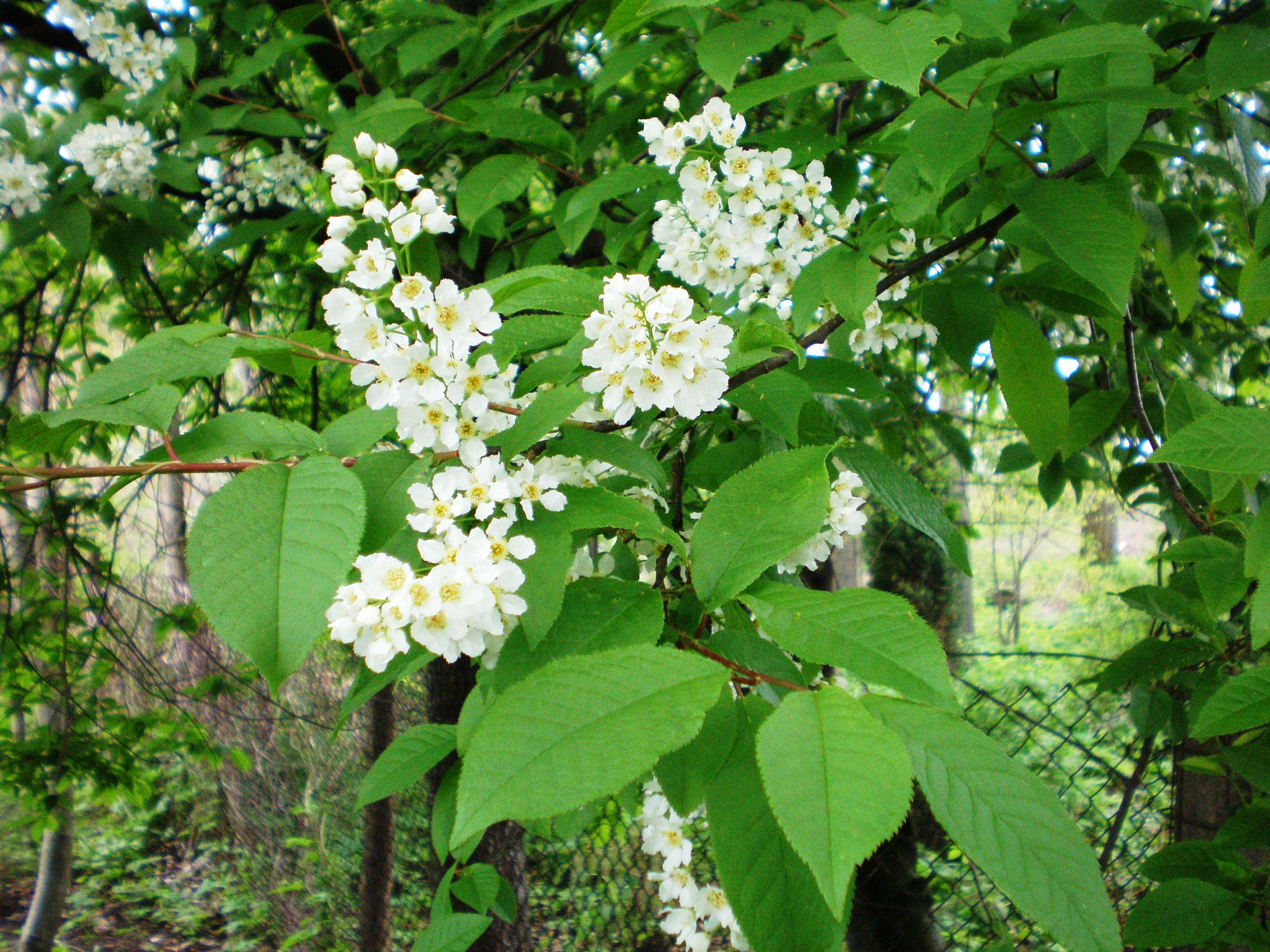
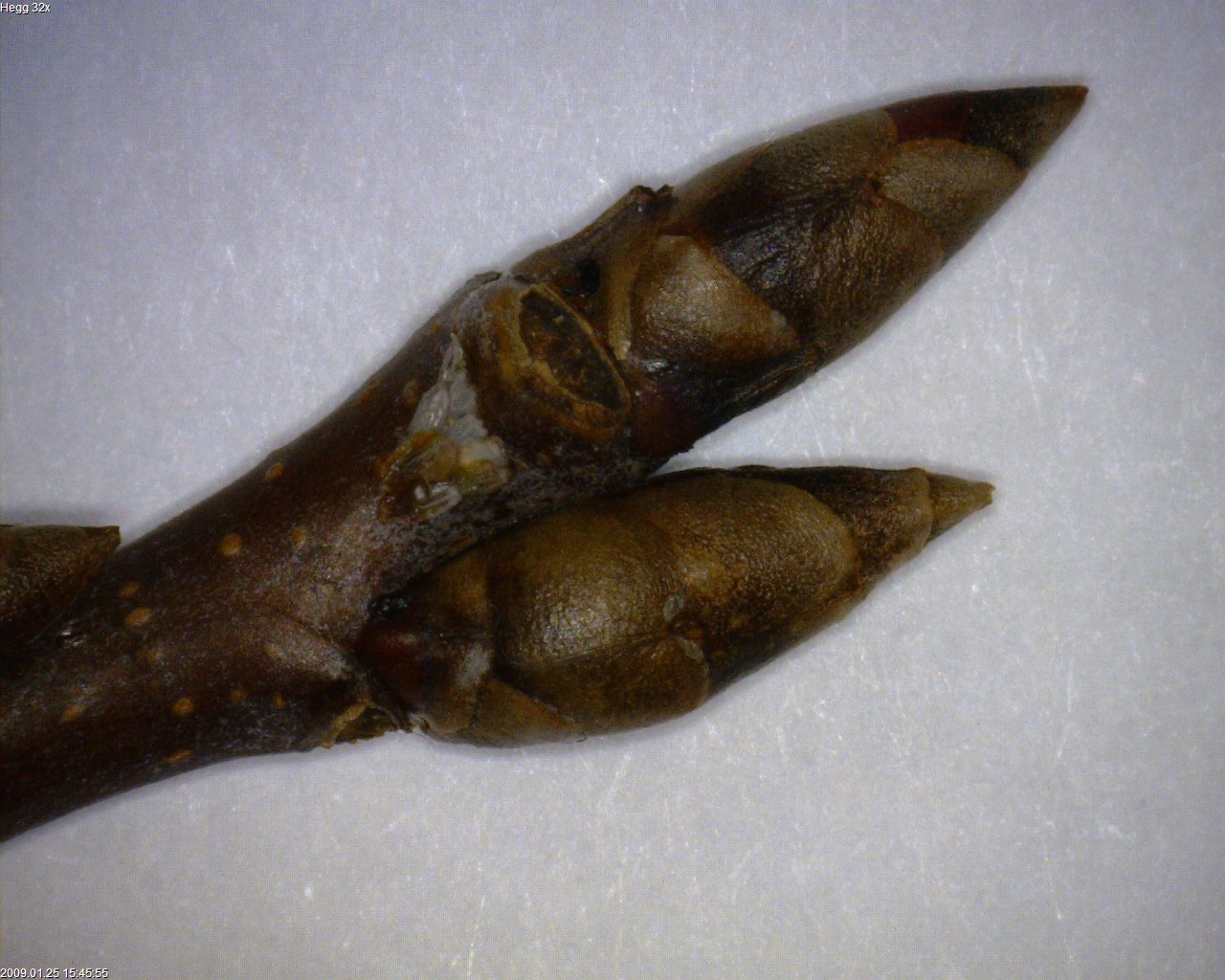
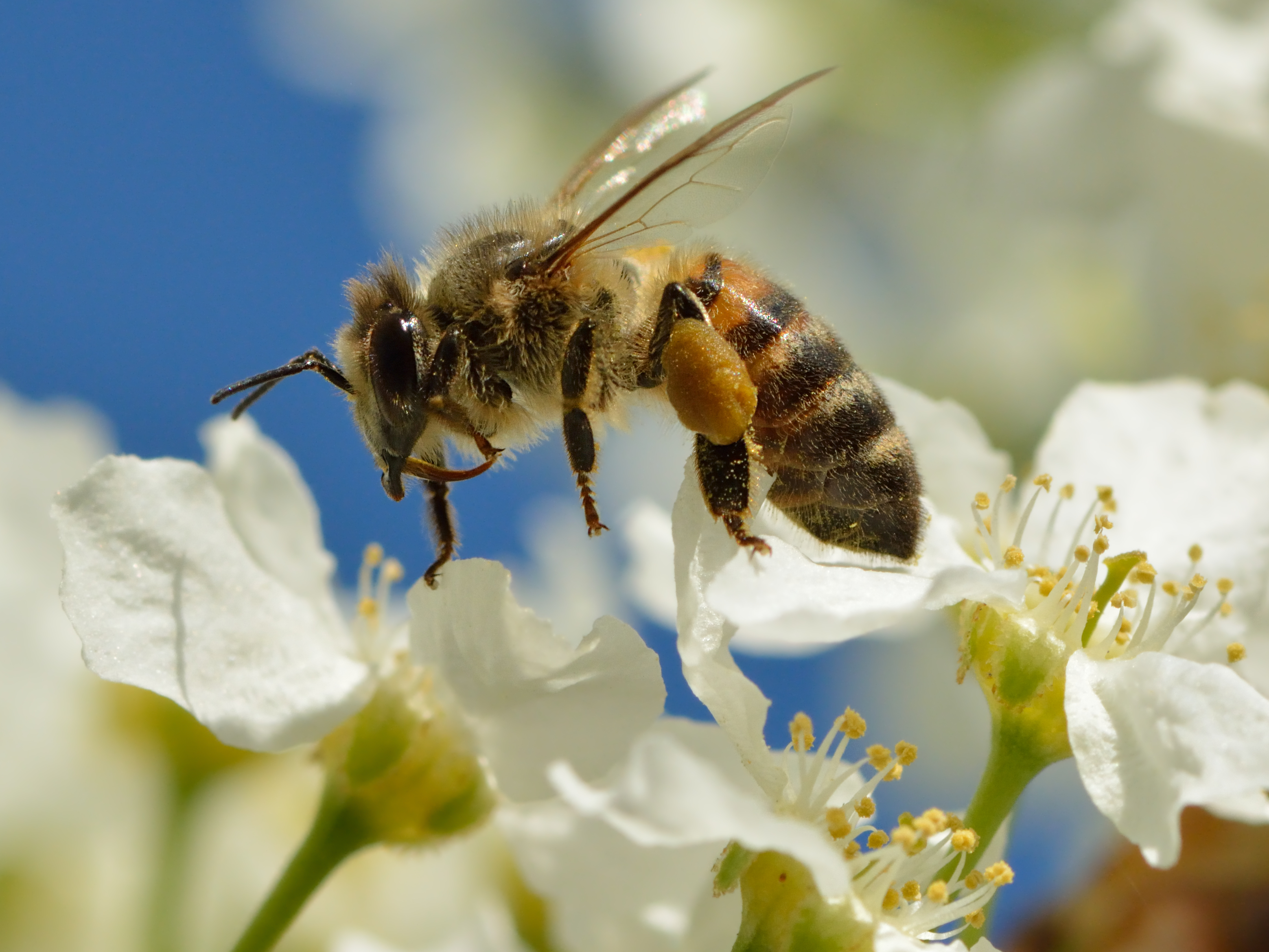